# Villaggio Mosè
Villaggio Mosé er en italiensk bydele i Agrigento, i regionen Sicilien i Italien, med omkring  indbyggere. 